# Guerric (archevêque de Pétra)
Pour les articles homonymes, voir Guerric.
Guerric fut un archevêque métropolitain de Pétra de 1167 ou 1168 jusqu'à sa mort lors du siège de Saint-Jean-d'Acre en 1190 ou 1191.
Il fut le seul archevêque de Pétra de l'époque des Croisades et son seul évêque catholique latin du Moyen Âge. Politiquement, son siège appartenait au royaume de Jérusalem et correspondait géographiquement à la seigneurie d'Outre-Jourdain.

## Biographie
Selon Guillaume de Tyr, qui l'appelle « Guerus », il était avant 1167 chanoine augustin du Templum Domini de Jérusalem. Lorsqu'il fut décidé de restaurer l'ancien archidiocèse de Pétra, le choix de l'évêque revint à Amaury de Nesle, patriarche latin de Jérusalem, qui nomma Guerric,. Avant sa nomination, il n'avait occupé que le rang de chanoine (prêtre). Selon le juriste du XIIIe siècle Jean d'Ibelin, avant 1167, il y avait un archevêque à « Babbat que les Grecs appellent Filadelfe », soit Bozrah, soit Amman, qui fut transféré cette année-là à « Crac, et est appelé l'arcêveque de la Pierre dou Desert ».
Les archevêques de Pétra étaient métropolitains (en) de l'ancienne province romaine d'Arabie Pétrée, soumise au patriarche d'Antioche dans l'Antiquité. Ainsi, le patriarche Aimery de Limoges demanda à Guerric de se soumettre à son autorité, mais en pratique, l'archevêque de Pétra resta soumis au patriarche latin de Jérusalem,. La pro-cathédrale de Guerric fut établie dans une église du faubourg de Kérak, et non dans la chapelle du château. Elle ne fut pas érigée à Pétra,. Dans certains documents tardifs, il est appelé archiepiscopus de Monte Regali, soit l'archevêque de Montréal, qui était avec Kérak, l'un des principaux châteaux de la seigneurie d'Outre-Jourdain. Lui-même associait son évêché à un château, puisqu'il en fit représenter un sur son sceau, accompagné de la légende + PETRAS METROPOLIS ARABIE.

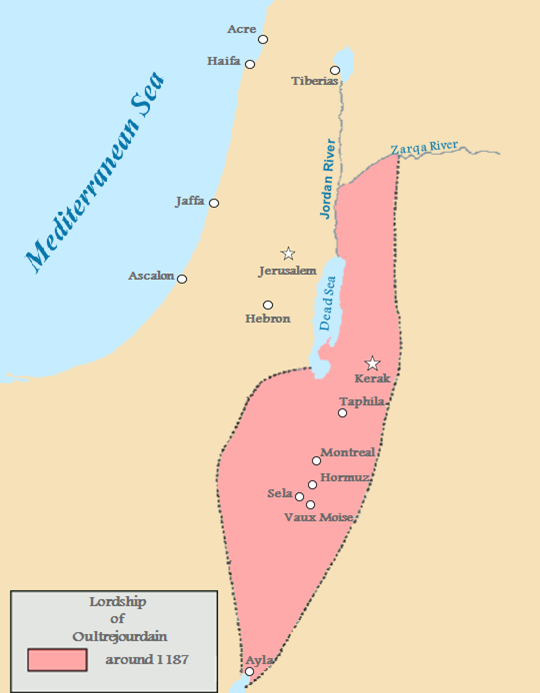
Frontières approximatives de la seigneurie d'Outre-Jourdain en 1187, dont la juridiction correspondait approximativement à l'archidiocèse de Pétra.

Il existe des références à un évêque grec orthodoxe au mont Sinaï (que les croisés appelaient Faraon) sous la juridiction de Pétra à l'époque de Guerric, mais il est douteux que l'archevêque de Pétra ait pu exercer une autorité réelle sur l'église grecque orthodoxe du Sinaï, où le contrôle des croisés était éphémère,. En raison de son statut de siège nouvellement restauré et de siège frontalier, l'archevêché de Pétra ne devait ni service de chevalerie ni sergents pour l'armée royale, une exemption qu'il partageait uniquement avec l'évêché de Banias et l'évêché de Beyrouth dans le royaume de Jérusalem.
Dans des documents de 1174 et 1177, Guerric se présente comme le premier archevêque latin de Pétra. En 1178, il conclut un accord avec l'abbaye Sainte-Marie de la vallée de Josaphat, par lequel l'abbaye cédait à l'archevêque toutes les dîmes et paroisses administrées avant 1167, à l'exception de celles de quatre villages. Il s'agissait d'un accord nettement plus avantageux que celui conclu à la même époque entre l'évêque de Tibériade et cette même abbaye. En 1181, Guerric conclut un accord avec les Hospitaliers, selon lequel ces derniers verseraient 40 besants par an à l'archidiocèse en remplacement de la dîme sur leurs propriétés diocésaines. Ils s'engageaient également à verser la demi-dîme sur toute propriété qu'ils acquerraient ultérieurement dans le diocèse. Le dernier acte attesté de Guerric en tant qu'archevêque est daté du 21 avril 1183,.
Guerric fut contraint d'abandonner son siège face à l'armée de Saladin et, comme de nombreux autres évêques du royaume, rejoignit l'armée qui assiégeait Saint-Jean-d'Acre en 1189. Selon un document contemporain, il était encore en vie à la fin de 1190, mais il est répertorié parmi ceux qui sont morts pendant le siège, soit avant le printemps 1191, par Roger de Hoveden. Aucun successeur ne fut nommé par la suite, car le diocèse n'était plus sous le contrôle des Croisés. Un évêque titulaire était en fonction entre 1227 et 1238, mais son nom n'a pas été enregistré.